# Стрибки у воду на літніх Олімпійських іграх 2020
Змагання зі стрибків у воду на літніх Олімпійських іграх 2020 року відбулися з 25 липня по 7 серпня у Токіо, Японія, де було розіграно 8 комплектів медалей (по чотири серед чоловіків та жінок).

## Медальний залік
| Місце               | Країна                     | Золото | Срібло | Бронза | Загалом |
| ------------------- | -------------------------- | ------ | ------ | ------ | ------- |
| 1                   | Китай                      | 7      | 5      | 0      | 12      |
| 2                   | Велика Британія            | 1      | 0      | 2      | 3       |
| 3                   | США                        | 0      | 2      | 1      | 3       |
| 4                   | Канада                     | 0      | 1      | 0      | 1       |
| 5                   | Німеччина                  | 0      | 0      | 2      | 2       |
| 6                   | Австралія                  | 0      | 0      | 1      | 1       |
| 6                   | Мексика                    | 0      | 0      | 1      | 1       |
| 6                   | Олімпійський комітет Росії | 0      | 0      | 1      | 1       |
| Загалом (8 збірних) | Загалом (8 збірних)        | 8      | 8      | 8      | 24      |

## Медалісти
| Дисципліна                   | Золото                       | Срібло                                       | Бронза                                     |
| ---------------------------- | ---------------------------- | -------------------------------------------- | ------------------------------------------ |
| Чоловіки                     |                              |                                              |                                            |
| трамплін, 3 метри            | Сє Сиї (CHN)                 | Ван Цзунюань (CHN)                           | Джек Лафер (GBR)                           |
| вишка, 10 метрів             | Цао Юань (CHN)               | Ян Цзянь (CHN)                               | Том Дейлі (GBR)                            |
| синхронний трамплін, 3 метри | Сє Сиї Ван Цзунюань (CHN)    | Ендрю Капоб'янко Майкл Гіксон (USA)          | Патрік Гаусдінґ Ларс Рюдіґер (GER)         |
| синхронна вишка, 10 метрів   | Том Дейлі and Метті Лі (GBR) | Цао Юань and Чень Айсень (CHN)               | Олександр Бондар and Віктор Мінібаєв (ROC) |
| Жінки                        |                              |                                              |                                            |
| трамплін, 3 метри            | Ши Тінмао (CHN)              | Ван Хань (CHN)                               | Кріста Палмер (USA)                        |
| вишка, 10 метрів             | Цюань Хунчань (CHN)          | Чень Юйсі (CHN)                              | Мелісса Ву (AUS)                           |
| синхронний трамплін, 3 метри | Ши Тінмао Ван Хань (CHN)     | Дженніфер Абель Мелісса Сітріні-Больйо (CAN) | Лена Гентшель Тіна Пунцель (GER)           |
| синхронна вишка, 10 метрів   | Чень Юйсі Чжан Цзяці (CHN)   | Ділейні Шнелл Джессіка Парратто (USA)        | Габріела Агундес Алехандра Ороско (MEX)    |